# Captain Salt in Oz
Captain Salt in Oz (1936) é o trigésimo livro sobre a terra de Oz criada por L. Frank Baum e o décimo-sexto escrito por Ruth Plumly Thompson. Foi ilustrado por John R. Neill.